# أريابهاتية
أريابهاتيّة (بالسنسكريتية: आर्यभटीय، رومنة: Āryabhaṭīya)‏ هي رسالة فلكية باللغة السنسكريتية، وهي التحفة والعمل المعروف الوحيد الباقي لعالم الرياضيات الهندي أريابهاتا في القرن الخامس. يقدِّر فيلسوف علم الفلك روجر بيلارد (Roger Billard) أن الكتاب أُلِّفَ في قرابة عام 510م بناءً على المراجع التاريخية التي ذكرها.